# Polyommatus loewii
Polyommatus loewii är en fjärilsart som beskrevs av Philipp Christoph Zeller 1847. Polyommatus loewii ingår i släktet Polyommatus och familjen juvelvingar. Inga underarter finns listade i Catalogue of Life.

## Bildgalleri

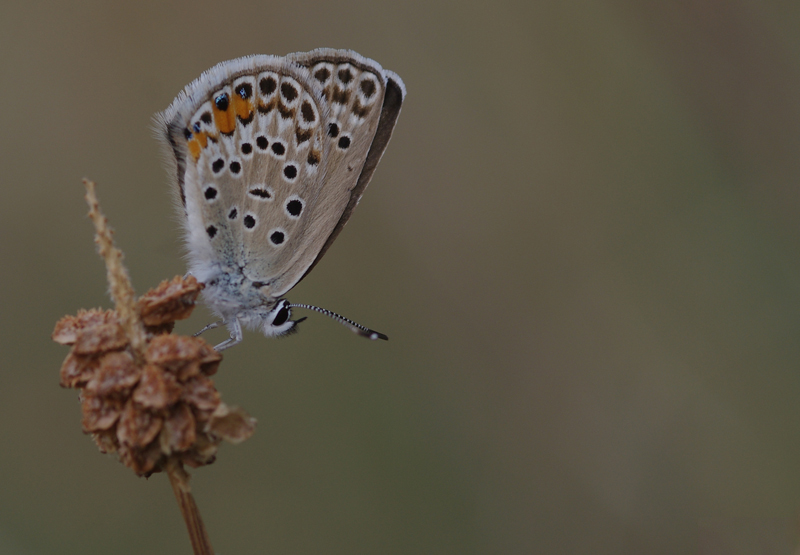